# 仙台赤十字病院
仙台赤十字病院（せんだいせきじゅうじびょういん）は、宮城県仙台市太白区八木山本町二丁目にある医療機関である。日本赤十字社宮城県支部設置の病院である。母体・胎児集中治療室（MFICU）6床、産科後方病床39床、新生児集中治療室（NICU）9床、強化治療室・回復期治療室（GCU）24床、母児同室病床 2床、院内出生軽度異常新生児病床 5床を備える。

## 沿革
- 1924年（大正13年）
  - 10月18日　日本赤十字社宮城支部常設救護所として仙台市北一番町に発足[1]。
- 1927年（昭和2年）
  - 2月　日本赤十字社宮城支部診療所に改称。
- 1945年（昭和25年）
  - 7月10日　仙台空襲により病舎消失。広瀬村（現在の青葉区）の愛子に移転、また、青根温泉地区にあった分院に移転。
  - 10月　仙台市東八番町の片倉製糸工場の診療室などで診療開始[2]。
- 1956年（昭和31年）
  - 8月　仙台市清水小路（現在の五橋二丁目）に移転。
- 1982年（昭和57年）
  - 4月　現在地に新築移転。跡地は現在の仙台市福祉プラザとなった。
- 2020年（令和2年）8月 - 宮城県は仙台赤十字病院、東北労災病院、宮城がんセンターに対し統合に向けた協議を開始した[3]。
- 2023年（令和5年）12月 - 宮城県立がんセンターと統合で基本合意[4]。

## 診療科
- 総合内科
- 腎臓内科
- 血液内科
- 呼吸器内科
- 消化器内科
- 循環器内科
- 糖尿病代謝科
- 禁煙外来
- 神経内科
- 外科
- 整形外科
- 歯科
- 口腔外科
- 産科・婦人科
- 小児科
- 小児外科
- 泌尿器科
- 皮膚科
- 耳鼻咽喉科
- 眼科
- リハビリテーション科
- 放射線科
- 麻酔科

- 検診センター（人間ドック）

診療協働部門
- 看護部

## 医療機関の指定等
- 総合周産期母子医療センター
- 宮城DMAT指定医療機関
- 災害拠点病院（地域災害医療センター）

## 交通アクセス
- 仙台市地下鉄東西線八木山動物公園駅下車。徒歩12分

仙台市地下鉄東西線の開業前は､宮城交通の八木山南団地線のうち長町駅東口始発便が日赤病院構内に乗り入れていた(第二羽黒台→日赤病院→八木山南団地)地下鉄東西線開業後日赤病院構内に乗り入れるバス路線は仙台市営バスの36系統のみとなった。

- 仙台市営バス・宮城交通
  - 長町駅東口 - 八木山南（団地） - 八木山動物公園駅間を運行する路線系統に乗車。「日赤病院前」下車。徒歩2分。

## 仙台医療圏の病院再編構想
2020年（令和2年）8月から、仙台医療圏の病院再編について、日本赤十字社、独立行政法人労働者健康安全機構、宮城県立病院機構、東北大学、宮城県の5者協議が行われている。
仙台医療圏の病院再編構想のうち仙台赤十字病院に関しては、宮城県立がんセンター（名取市）と統合して名取市に新病院を設置する構想になっている。